# 柏林畫廊

柏林畫廊（Berlinische Galerie）是德國柏林一家現代藝術、攝影和建築博物館，位於克羅伊茨貝格區的阿爾特雅各布街（Alte Jakobstraße），距離柏林猶太博物館不遠。柏林畫廊收藏自1870年以來在柏林創作的藝術品，重點是地區和國際藝術。自2010年9月起，藝術史學家托馬斯·科勒（Thomas Köhler）擔任博物館館長，此前他接替約恩·默克特（Jörn Merkert）擔任副館長。

## 歷史
柏林畫廊成立於1975年，是一個致力於展示柏林藝術的協會。最初幾年，畫廊以夏洛特堡的一個辦公室為基地，在柏林藝術學院和新國家美術館等地舉辦展覽。1978 年，畫廊遷入位於動物園站附近耶本大街的一處前蘭德維爾軍官食堂（現為攝影博物館） 。 1986年，畫廊再次搬遷至馬丁格羅皮烏斯博物館。 1994年，收藏館成為公法基金會。
1998年，柏林美術館因重建而不得不遷離馬丁-格羅皮烏斯博物館。在六年無處安放之後，美術館於2004年遷至新址，即克羅伊茨貝格的一處前工業廠房。目前的建築建於1965年，最初是一座玻璃倉庫，美術館花了一年時間進行翻修。2015年，美術館耗資600萬歐元進行翻新，主要更新了博物館的保全和技術設備，之後重新開放。